# The Last House on the Left
The Last House on the Left (bra: Aniversário Macabro; prt: A Última Casa à Esquerda) é um filme estadunidense de 1972, dos gêneros drama, suspense e terror, dirigido por Wes Craven.
Este é o primeiro filme oficial de Wes Craven, que já havia feito um pornô em parceria com Sean S. Cunningham nos anos 1960: Together. The Last House on the Left tem uma refilmagem com direção de Dennis Illiads e com o próprio Craven na produção.[carece de fontes?]

## Sinopse
Duas adolescentes são torturadas por psicopatas que mais tarde pediriam abrigo na casa dos pais de uma delas.[carece de fontes?]

## Elenco
- Sandra Peabody ... Mari Collingwood
- Lucy Grantham ... Phyllis Stone
- David Hess ... Krug Stillo
- Fred J. Lincoln ... Fred Podowski
- Riki Lindhome ... Sadie
- Marc Sheffler ... Junior Stillo
- Cynthia Carr ... Estelle Collingwood
- Richard Towers ... Dr. John Collingwood
- Marshall Anker ... xerife
- Martin Kove ... deputado
- Ada Washington ... Ada